# Dendral
Dendral  — экспертная система в области идентификации органических соединений с помощью анализа масс-спектрограмм.

## История
Система Dendral была создана в 1965 году, она является старейшей системой, названной экспертной. DENDRAL появилась в Стэнфордском университете и представляет собой плод совместных усилий специалистов по компьютерам и группы экспертов в области химии. Создателем считается Эдвард Фейгенбаум. Экспертная система Dendral одной из первых использовала эвристические знания специалистов для достижения уровня эксперта в решении сложных задач.

## Метод
Пользователь дает системе Dendral некоторую информацию о веществе, а также данные спектрометрии (инфракрасной, ядерного магнитного резонанса и масс-спектрометрии), и та в свою очередь выдает диагноз в виде соответствующей химической структуры. Процесс, часто именуемый «генерация и проверка», позволяет постоянно сокращать число возможных рассматриваемых вариантов, чтобы в любой момент оно было как можно меньше.
В состав Dendral входят также программы,помогающие пользователю отбрасывать одни гипотезы и применять другие, используя знания о связях показаний масс-спектрометра со структурой молекул соединения. Например, программа MSPRUNE отсеивает те гипотезы, которые предполагают варианты фрагментации, не совпадающие с полученными от масс-спектрометра данными.

## Практическое применение
Dendral не используется лишь для проверки теоретических основ экспертных систем, а реально применяется для определения химических структур. Написано более 20 научных работ по результатам работы системы. 